# Seversky P-35
Die Seversky P-35 war ein Jagdflugzeug des US-amerikanischen Herstellers Seversky Aircraft Corporation von 1935. Es war das erste einsitzige Jagdflugzeug des United States Army Air Corps (USAAC) mit geschlossenem Cockpit und Einziehfahrwerk.

## Geschichte

### Entwicklung
Die Ursprünge der P-35 gehen zurück auf das Ganzmetall-Amphibienflugzeug Seversky SEV-3 von 1933. Aus diesem wurde das Schulflugzeug Seversky BT-8 abgeleitet, das jedoch deutlich untermotorisiert war und schnell von der North American BT-9 abgelöst wurde.
Das Anliegen des Firmeninhabers De Seversky war es, die SEV-3 zu mehr als einem Schulflugzeug weiterzuentwickeln. Im Winter 1934/35 begann man deshalb mit dem Zuschnitt der ersten Teile für eine weitere, von Chefkonstrukteur Alexander Kartweli entworfene Landflugzeugvariante der SEV-3, die als SEV-2XP (zweisitzig, eXperimental Pursuit) bezeichnet wurde. Der Prototyp erhielt einen 750 PS leistenden Wright R-1670-Sternmotor und ein festes Hosenbeinfahrwerk. Ansonsten waren die Unterschiede zur BT-8, mit Ausnahme der Bewaffnung, gering. Diese bestand aus einem 0.50-MG (12,7 mm) und einem 0.30-MG (7,62 mm), die starr nach vorne feuerten sowie einem beweglichen 0.30-MG (7,62 mm) im hinteren Cockpit.
Im Mai 1935 entschloss sich de Seversky, den Prototyp beim USAAC-Wettbewerb für einen Nachfolger der veralteten Boeing P-26 einzusetzen, bei dem aber eigentlich ein einsitziges Flugzeug gefordert wurde. Darüber hinaus erfuhr de Seversky, dass die konkurrierenden Entwürfe Curtiss 75 und Northrop 3A, im Gegensatz zur SEV-2XP, über ein Einziehfahrwerk verfügten, was diesen Maschinen einen Vorteil hinsichtlich der Höchstgeschwindigkeit verschaffte. Beim Transport zum Wright Field, wo das Vergleichsfliegen stattfinden sollte, erlitt die 2XP am 18. Juni 1935 beträchtliche Schäden.
Nicht zuletzt wegen der geringen Anzahl von Wettbewerbsteilnehmern erhielt de Seversky die Erlaubnis zur Reparatur der Maschine. Auch Northrop wurde diese Möglichkeit eingeräumt, da die 3A unter starken Schwingungsproblemen litt. Nachdem bei einem Testflug die 3A über dem Pazifik verloren gegangen war, blieb nur die Curtiss 75 als einziger Konkurrent. Bei dem im August 1935 wiederhergestellten Seversky-Prototyp hatte man die Zeit genutzt und die SEV-2XP entsprechend der Ausschreibung zu dem Einsitzer SEV-1XP umgebaut. Dieser besaß jetzt auch ein einziehbares Fahrwerk. Außerdem lief der Rumpfrücken nun nach oben in eine Kante aus (razorback), die bis zur P-47 als typisches Kennzeichen der Seversky-Jagdflugzeuge beibehalten wurde. Das 750 PS leistende Originaltriebwerk wurde durch eine leistungsstärkere Variante des Wright R-1820 ersetzt. Curtiss führte daraufhin Klage, dass Seversky den Prototyp nicht repariert, sondern ein neues Flugzeug gebaut hätte.
Am 15. August 1935 erreichte die 1XP das Wright Field. Nach eingehender Erprobung durch die Materiel Division waren sowohl Billy Mitchell als auch sein weiterer Vertrauter Chennault davon überzeugt, dass Seversky das Ausscheidungsfliegen gewonnen hätte. Tatsächlich lehnte das USAAC aber im Dezember 1935 beide Kandidaten wegen Nichterreichen der geforderten Geschwindigkeit von 480 km/h (300 mph) ab. Der tatsächliche Grund war aber eher, dass das United States Department of War nach den schlechten Erfahrungen mit dem Bau der BT-8 nicht glaubte, dass de Seversky tatsächlich in der Lage war, eine größere Anzahl der Maschinen in kurzer Zeit zu liefern. Im Mai 1936 fand schließlich ein weiteres Vergleichsfliegen statt, bei dem die SEV-1XP (diesmal mit Pratt & Whitney Triebwerk) und die Curtiss 75 wieder teilnahmen. Beide erreichten aber diesmal noch schlechtere Flugleistungen als beim ersten Vergleich. Auch die weiteren Teilnehmer Consolidated PB-2 und Vought 141 zeigten keine befriedigenden Leistungen. Diesmal wurde aber die 1XP zum Sieger erklärt und Seversky erhielt am 16. Juni 1936 einen Vertrag zur Lieferung von 77 Maschinen und zusätzlichen Ersatzteilen, die weiteren 8 Flugzeugen entsprachen.

### Serienfertigung
Die Serienausführung unterschied sich von dem Vorführflugzeug u. a. durch den Wegfall der Radverkleidungen, eine 3°-V-Stellung der Tragflächen und zusätzlicher Bewaffnung von einem 0.30-cal.- und einem 0.50-cal.-MG über dem Motor, die durch den Propellerkreis feuerten. Ausschlaggebend für den Erfolg beim Vergleichsfliegen war u. a. die Einführung von Integraltanks, wodurch eine Steigerung der Reichweite um 50 % auf 1840 km möglich wurde. Der Curtiss-Prototyp erreichte lediglich 1120 km. Durch den weiter vorne positionierten Sitz hatte der Pilot eine bessere Sicht. Der größere Rumpf mit einem eigenen Nutzlastabteil erlaubte zudem im Notfall die Mitnahme eines Passagiers.
Dass im Juli 1937 auch Curtiss-Wright einen Auftrag über 210 P-36 erhielt, lag vor allem darin begründet, dass das USAAC sich nicht nur auf einen Hersteller als alleinigen Lieferanten für Jagdflugzeuge stützen wollte, zumal Seversky auch ein Jahr nach Auftragserteilung noch kein einziges Exemplar der P-35 abgeliefert hatte. Die volle Serienfertigung begann erst im November 1937. Um noch einmal die Überlegenheit der P-35 öffentlich zu demonstrieren, führte man Langstreckenrennen durch und nahm an Luftrennen teil.
Das letzte Exemplar der vom USAAC beauftragten Serienfertigung (36-430) hatte ein Fahrwerk, das vollständig in die Tragfläche einfahren konnte und ein Pratt & Whitney-Triebwerk mit 1150 PS. Diese Maschine erhielt die militärische Bezeichnung XP-41. Die Höchstgeschwindigkeit war mit 516 km/h lediglich um 16 km/h höher als die der P-35A.

### Rennflugzeuge
Seversky baute eine zweite SEV-1XP mit einem stärkeren Triebwerk, die im September 1937 als SEV-S2 (Special #2) am Bendix Air Race von Burbank (Kalifornien) nach Cleveland (Ohio) teilnahm. Auch die originale 1XP flog als SEV-S1 mit Frank Sinclair am Steuer bei dem Rennen mit. Die S1 erreichte den vierten Platz, während die S2 mit Frank Fuller das Rennen und ein Preisgeld von 13.000 US-$ gewinnen konnte. Die Drittplatzierte Jaqueline „Jackie“ Cochran, die eine Beechcraft Model 17 Staggerwing flog, erhielt von Seversky die S1 und stellte damit am 21. September 1937 einige Flugrekorde für Frauen auf. Am 12. März 1938 unterzeichneten beide einen Vertrag, nach dem Seversky für Cochran ein Rennflugzeug auf Grundlage der P-35 bauen sollte. Chefkonstrukteur Kartveli reduzierte vor allem den Widerstand der Zelle, die dann auch als Grundlage für die XP-43 diente. Die neue Maschine mit der Bezeichnung AP-7 flog 67 km/h schneller als die Serien-P-35. Mit der AP-7 konnte Cochran im September 1938 das Bendix-Rennen gewinnen. Am 6. April 1940 stellte sie mit der Maschine einen neuen Geschwindigkeitsrekord für die 2000-km-Strecke auf.

### Einsatz
Die ersten P-35 gingen an die 1st Pursuit Group in Selfridge Field in Michigan. Die Leistung der P-35 war schwach, allerdings war sie relativ robust. Die Lieferungen wurden 1938 eingestellt. Der P-35-Entwurf war die Basis für andere Flugzeuge, wie die italienische Reggiane Re.2000 und polnische PZL.50 Jastrząb, die die PZL P.11 ablösen sollte.
Um die Verkaufszahlen zu steigern, machte Alexander P. de Seversky persönlich Anfang 1939 mit einer P-35 eine Rundreise durch Europa. Er war der erste Amerikaner, der die neue Supermarine Spitfire fliegen durfte. Schweden kaufte schließlich eine modifizierte P-35, namens EP-106, um seine veralteten Gloster Gladiator-Doppeldecker zu ersetzen. Die EP-106 hatte einen 1.000 PS (750 kW) leistenden Pratt & Whitney R-1830-45-Twin-Wasp-Motor. Schweden bestellte 120 EP-106, von denen 60 geliefert wurden. Die Maschinen hatten zwei 7,9-mm-MGs in der Flugzeugnase und je ein 13,2-mm-MG in den Tragflächen. Sie flogen mehr als 40 km/h schneller als die originalen P-35 und konnten 160 kg Bomben tragen. In Schweden erhielten sie die Bezeichnung J 9.
Nach dem Waffenembargo der USA vom 18. Juni 1940 konnten keine Maschinen mehr exportiert werden. Die restlichen EP-106 wurden an die USAAC als P-35A abgegeben und erhielten wieder amerikanische MGs. Zwölf Maschinen wurden an Ecuador geliefert. 48 Maschinen gingen an die Philippinen. Hier nahmen sie an der Verteidigung von Dezember 1941 bis Januar 1942 teil. Die Maschinen waren den japanischen Jägern hoffnungslos unterlegen. Nur acht Maschinen waren am 12. Dezember 1941 überhaupt flugbereit.
1942 wurden die Maschinen in RP-35A umbenannt und von Kämpfen komplett zurückgezogen. Die schwedischen J 9 blieben bis 1944 im Dienst. Die letzten Maschinen wurden hier 1951 endgültig aus Reservebeständen ausgemustert.
Heute existiert noch je eine J 9 im Museum der schwedischen Luftwaffe und in der privaten Sammlung Fantasy of Flight in Florida. Die einzige erhaltene P-35 steht im National Museum of the United States Air Force in Dayton (Ohio).

### Bezeichnungen
Zwei Jahre nach Bau der ersten 1XP (also etwa Ende 1937) entschloss sich de Seversky, allen Flugzeugentwürfen, die potentiell als Jagdflugzeuge verwendbar waren, auch rückwirkend das AP-Präfix (Army Pursuit) zuzuweisen. So erhielt die zweite 1XP neben S2 nachträglich auch die Bezeichnung AP-2. Auch die Vergabe der Werknummern folgte keinem erkennbaren System.

„Seversky’s method of assigning c/ns was at best enigmatic and illogical, especially to outsiders—c/n 1 shows up two years after c/n 301, and 301 changed to c/n 35 for one modification, there were found two c/n 2s, and curious large gaps between numbers. All that has caused much head-scratching among researchers, and we have no answers if you happen to have questions.“

## Varianten

### Prototypen
| Luftfahrzeugkennzeichen | Werksbezeichnung                     | Anmerkung                                                   |
| ----------------------- | ------------------------------------ | ----------------------------------------------------------- |
| (N)X18Y                 | SEV-2XP, SEV-1XP, SEV-S1             | 1 Exemplar                                                  |
| NX70Y (n. wiki-commons) | SEV-S2 (Special #2, Bendix Air Race) | 2. Exemplar der 1XP                                         |
| NX1390, NR1390          | AP-1 (Army Pursuit 1)                | 1 Exemplar                                                  |
| NX1250, NR1250          | AP-2                                 | 1 Exemplar                                                  |
| NX2597                  | AP-4                                 | 1 Exemplar                                                  |
| NX1384                  | AP-7                                 |                                                             |
| 36-430                  | XP-41 (AP-4D)                        | letztes, umgebautes Exemplar des Auftrags über 77 Flugzeuge |
| NX1291                  | DS-1 (Doolittle Special)             | Rennflugzeug                                                |
| NX2587                  | EP-1                                 | verbesserte P-35 als Exportversion, 1 Exemplar              |

### Serienausführungen
| Milit. Bezeichnung | Anzahl                                 | Anmerkung |
| ------------------ | -------------------------------------- | --- |
| P-35               | 76                                     | erste Serienversion, Pratt & Whitney R-1830-9-Motor mit 850 PS (634 kW) |
| P-35A              | 60                                     | USAAC übernahm nach Kriegsbeginn die 60 Flugzeuge des dritten schwedischen Auftragsloses (15+45+60 Stück), Pratt & Whitney R-1830-45-Motor mit 1.050 PS und verstärkter Bewaffnung |
| EP-106             | 120 bestellt, 60 an Schweden geliefert | Serienausführung der EP-1, militärische Bezeichnung in Schweden J9 |

## Produktion
Abnahme der Seversky P-35/EP-1 und 2PA/AT-12 durch die USAAF:
| Version | 1937/38 | 1939 | 1940 | 1941 | SUMME |
| ------- | ------- | ---- | ---- | ---- | ----- |
| P-35    | 76      |      |      |      | 76    |
| XP-41   | 1       |      |      |      | 1     |
| EP-1    |         | 12   | 48   |      | 60    |
| P-35A   |         |      | 54   | 6    | 60    |
| 2PA     |         |      | 2    |      | 2     |
| AT-12   |         |      | 47   | 3    | 50    |
| SUMME   | 77      | 12   | 151  | 9    | 249   |

## Technische Daten

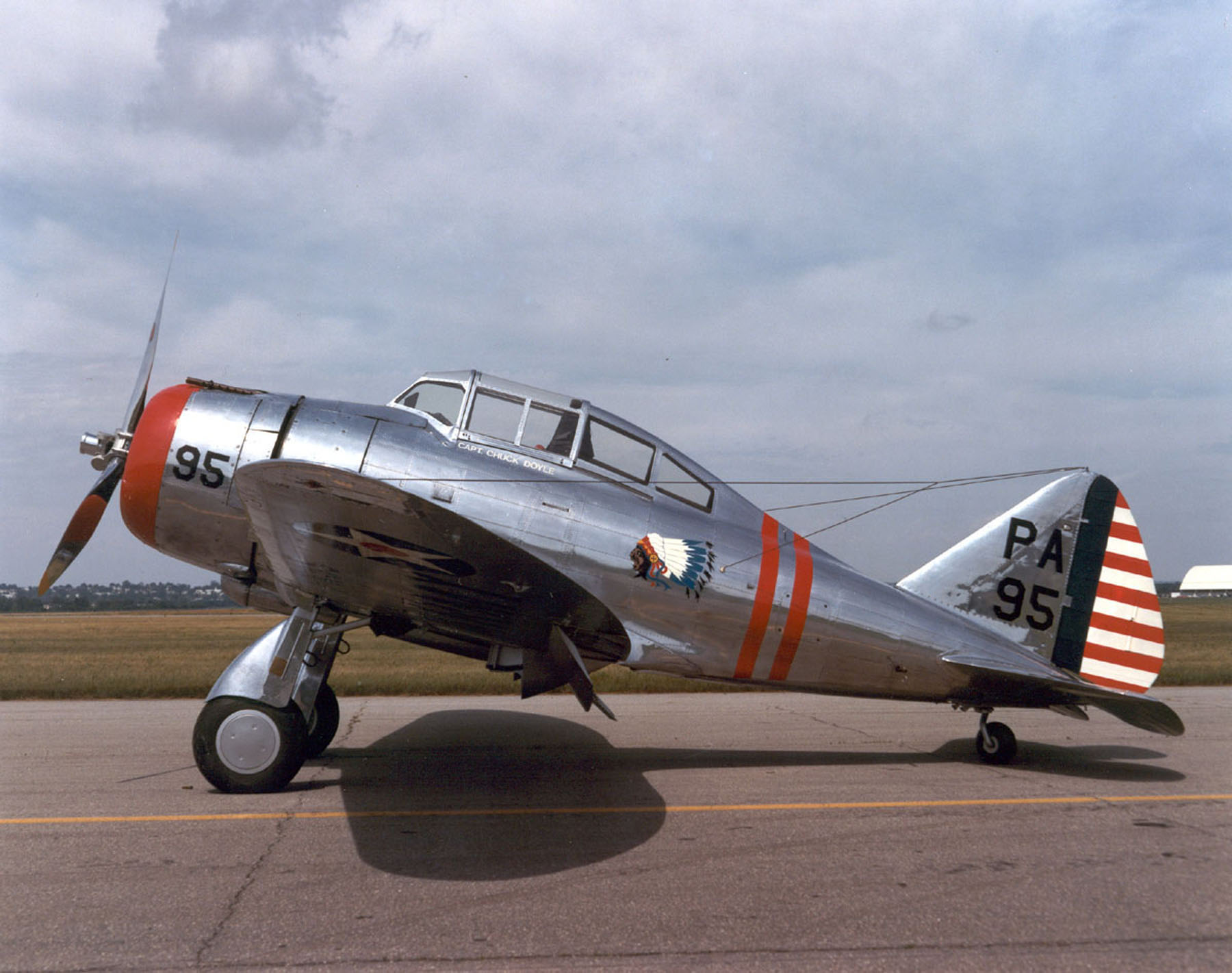
Seversky P-35A

| Kenngröße             | Daten der P-35A                                                              |
| --------------------- | ---------------------------------------------------------------------------- |
| Besatzung             | 1                                                                            |
| Länge                 | 8,2 m                                                                        |
| Spannweite            | 11,0 m                                                                       |
| Flügelfläche          | 20,4 m²                                                                      |
| Flügelstreckung       | 5,9                                                                          |
| Höhe                  | 3,0 m                                                                        |
| Leermasse             | 2070 kg                                                                      |
| Startmasse            | 2770 kg                                                                      |
| Antrieb               | 1 × Sternmotor Pratt & Whitney R-1830-45 Twin Wasp mit 1.050 PS (ca. 770 kW) |
| Höchstgeschwindigkeit | 467 km/h                                                                     |
| Marschgeschwindigkeit | 418 km/h                                                                     |
| Dienstgipfelhöhe      | 9570 m                                                                       |
| Reichweite            | 1530 km                                                                      |
| Bewaffnung            | zwei 7,62-mm-MGs, zwei 12,7-mm-MGs, bis zu 160 kg externe Bombenlast         |

## Einsatzländer
- Ecuador, Japan, Schweden und die USA